# Султанбейли
Султанбейли (тур. Sultanbeyli) — район провинции Стамбул (Турция).

## История
Эти места были населены ещё с римско-византийских времён. В 1328 году их захватили турки. В начале XX века, после еврейских погромов на Украине, здесь были расселены еврейские семьи, бежавшие из Российской империи в Османскую империю. В 1945 году на этих землях были расселены переселенцы из Болгарии.
Султанбейли стал отдельным районом 31 декабря 1987 года.